# Lansingerland
Lansingerland è una municipalità dei Paesi Bassi di 52.535 abitanti situata nella provincia dell'Olanda Meridionale.
Comprende i centri abitati di: Bergschenhoek, Berkel en Rodenrijs, Bleiswijk, De Rotte e Kruisweg.